# Antonio Scrugli
Antonio Scrugli (1956) es un naturalista, y botánico italiano, que desarrolla actividades académicas en la Universidad de Florencia.

## Algunas publicaciones

### Libros
- Antonio Scrugli, annalena Cogoni. 1995. L& isola dei Cavoli. Volumen 7 de Guida ambientale. Ed. Delfino. 45 pp. ISBN 8871381165
- 1992. Il Fluminese. Volumen 2 de Guida ambientale. Ed. C. Delfino. 65 pp. ISBN 8871380487
- 1990. Orchidee spontanee della Sardegna: origine, morfologia, riproduzione, impollinazione, ibridazione, anomalie, fioritura. Ed. della Torre. 207 pp. ISBN 8873439837

## Eponimia
- (Clusiaceae) Hypericum scruglii Bacch., Brullo & Salmeri[1]